# Roztocze

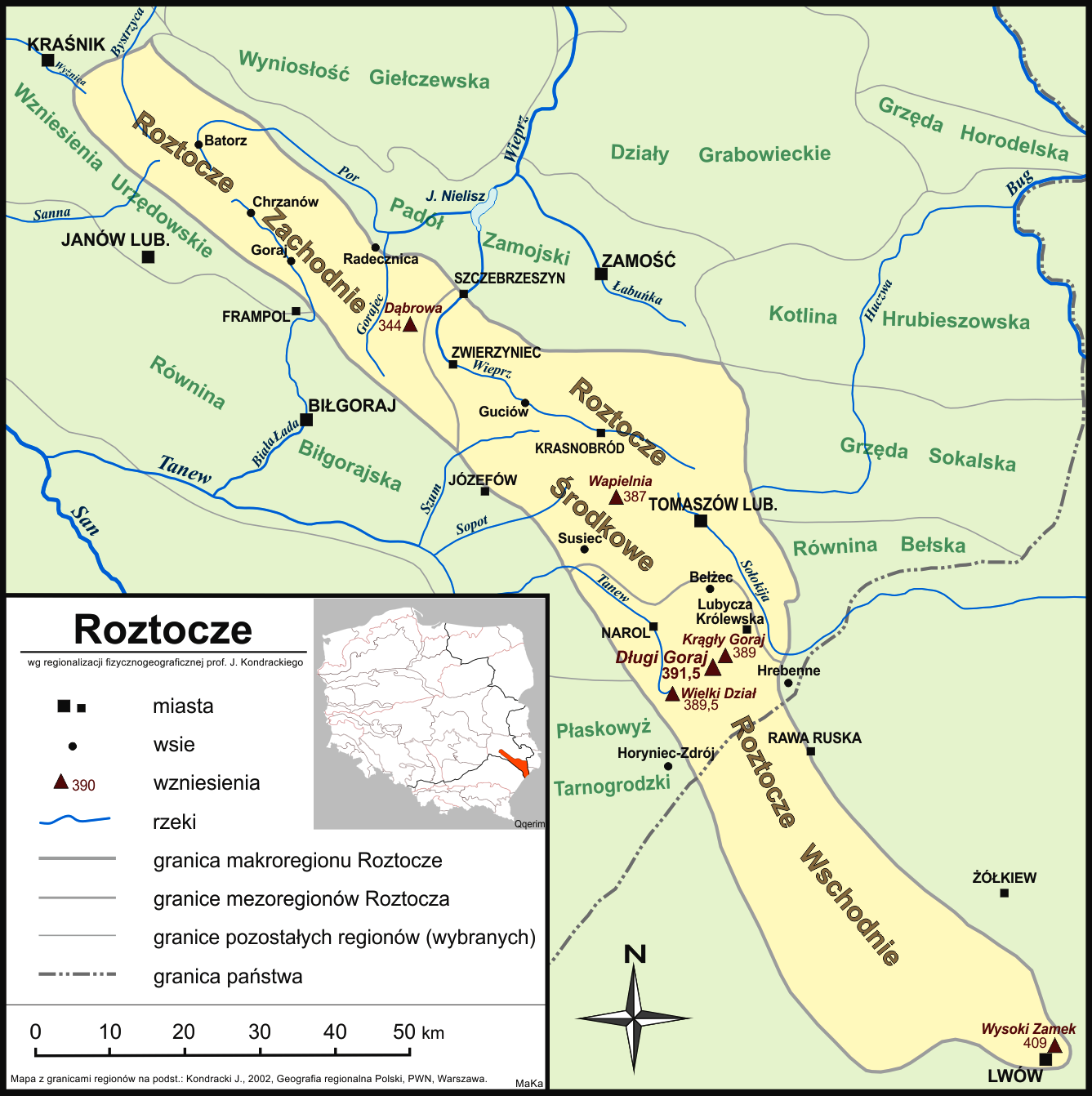
Plattegrond van Roztocze

Roztocze (Oekraïens:  Розточчя, transliteratie Roztotsjtsja)  is een heuvelgebied in het oosten van Polen en het westen van Oekraïne. Het heuvelgebied is gelegen in de Poolse vojvodschappen Lublin en Subkarpaten en in het Oekraïense oblast Lviv. Het heuvelgebied maakt onderdeel uit van de Poolse Hoogvlakte van Lublin en de Oekraïense Hoogvlakte van Wolynië en Podolië. De Poolse stad Zamość en de Oekraïense stad Lviv liggen in dit heuvelgebied. Het gebied is ongeveer 180 km lang en 14 km breed. Het heuvelgebied wordt onderverdeeld in drie gebieden: Het westelijke Roztocze , het middendeel en het oostelijke Roztocze. De westelijke en het middendeel liggen in Polen, het oostelijke deel grotendeels in Oekraïne.